# James Taylor

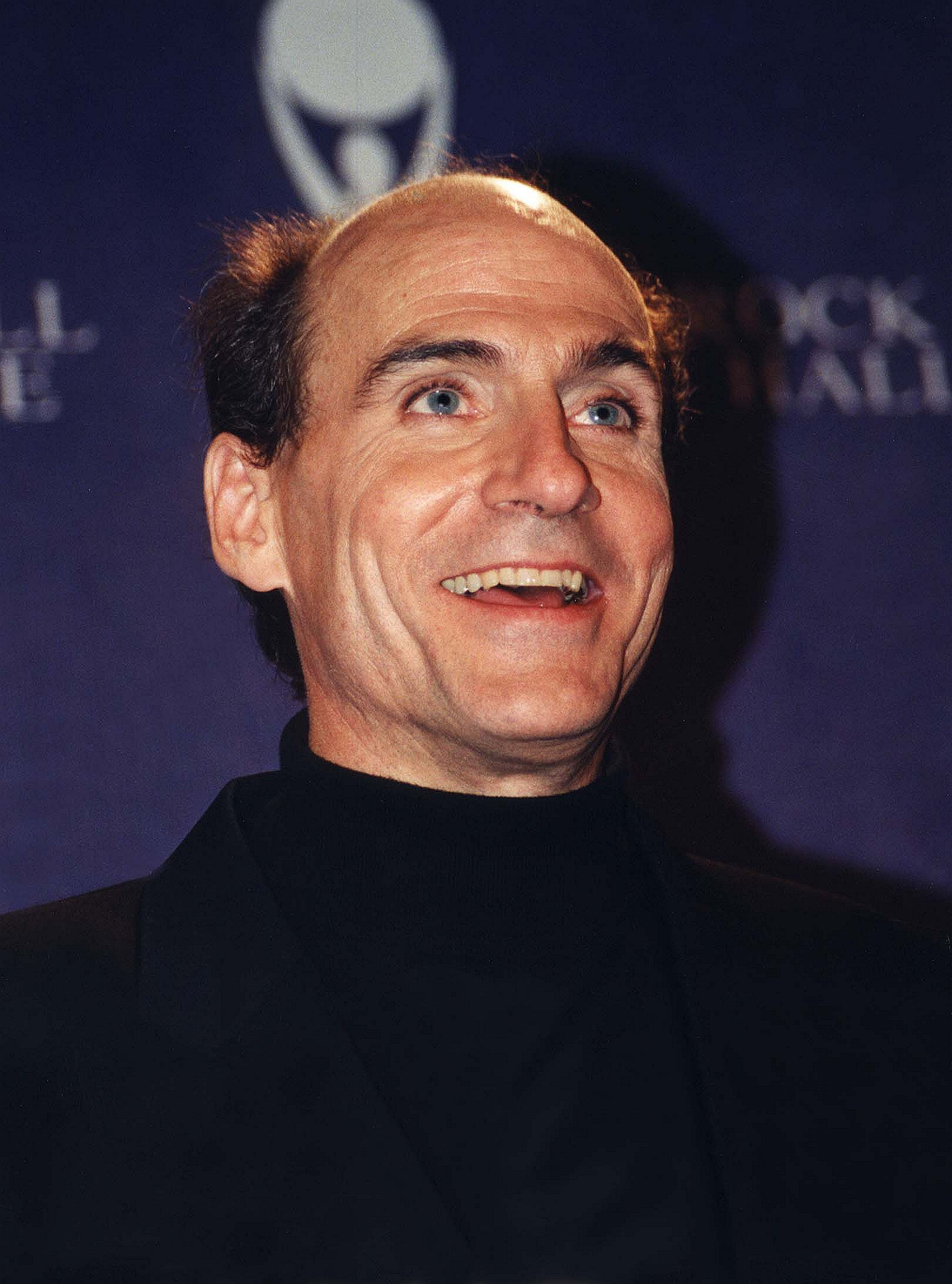
James Taylor (2000)

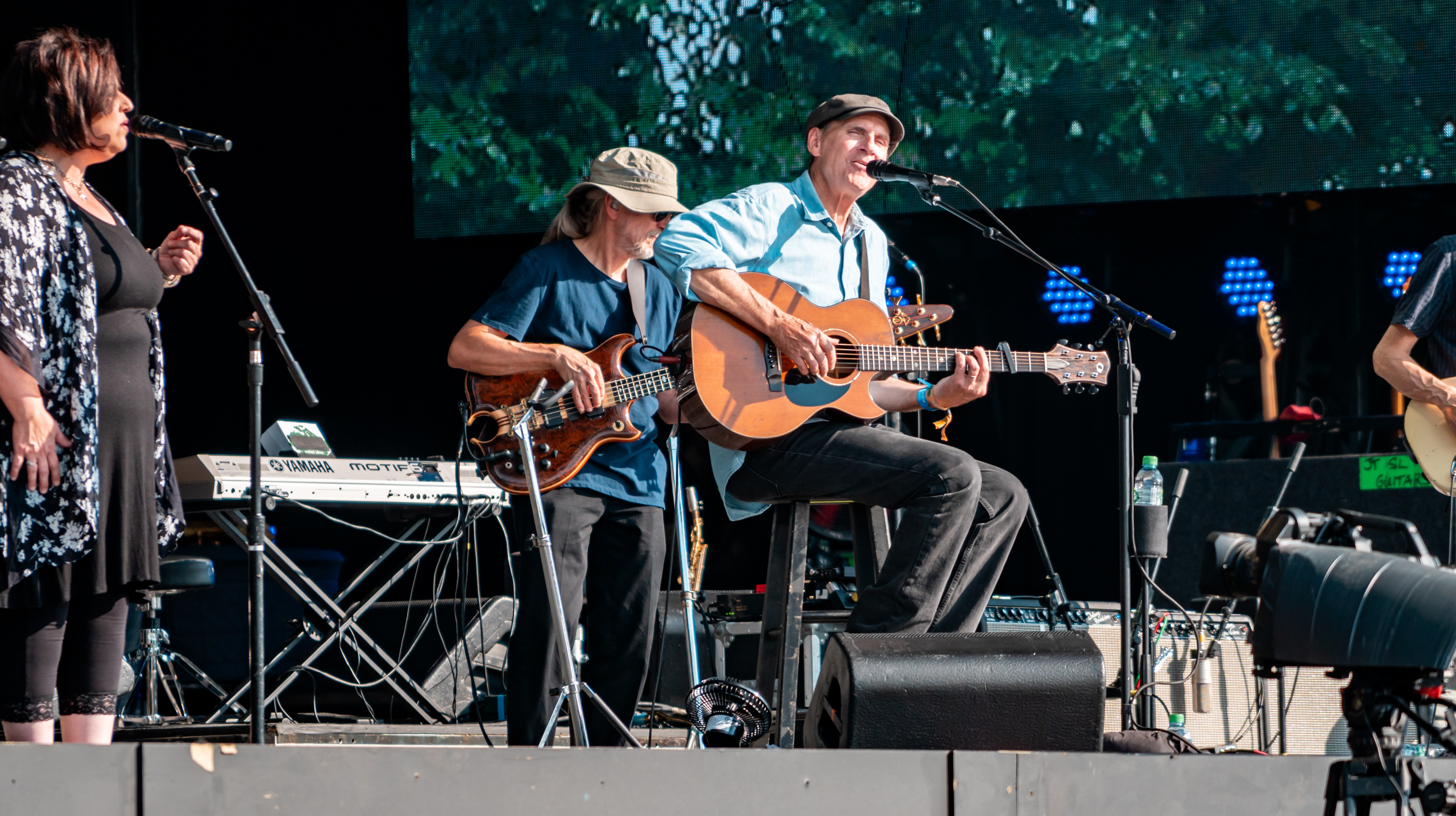
Taylor bei einem Konzert (2018)

James Vernon Taylor (* 12. März 1948 in Boston, Massachusetts) ist ein US-amerikanischer Gitarrist, Sänger, Komponist und Texter. Als sechsfacher Grammy-Gewinner und Mitglied sowohl der Rock and Roll Hall of Fame als auch der Songwriters Hall of Fame gehört er zu den einflussreichsten zeitgenössischen Singer-Songwritern der US-amerikanischen Musikszene.

## Leben
Taylor wuchs behütet in einem liberalen Elternhaus in Chapel Hill (North Carolina) auf, litt gleichwohl an Suchterkrankungen und Depressionen, die 1965 in einem Suizidversuch mündeten. Seine drei Geschwister, Alex (1947–1993), Kate (* 1949) und Livingston (* 1950) sind ebenfalls Musiker.
Seine musikalische Karriere begann in der zweiten Hälfte der 1960er-Jahre in den USA. Dort gründete er in New York zusammen mit seinem Freund Danny Kortchmar die Band Flying Machine. Zwischenzeitlich massiv drogenabhängig, ging er 1968 nach Großbritannien, wo er mit Unterstützung des Plattenproduzenten Peter Asher in London einen Vertrag bei Apple Records, der Plattenfirma der Beatles, erhielt und seine erste Solo-LP produzierte.
Nach seiner Rückkehr in die Vereinigten Staaten brach er sich bei einem Motorradunfall beide Hände. Nach einer Entziehungskur nahm er die LP Sweet Baby James auf und wurde insbesondere mit dem darauf enthaltenen Stück Fire And Rain, in dem er seine Drogensucht ansprach, einem breiten Publikum bekannt. Mit dem von Carole King komponierten Song You’ve Got a Friend hatte er 1971 seinen ersten und bisher einzigen Nummer-eins-Hit in den US-amerikanischen Popcharts. Das Lied erschien zuvor im selben Jahr auf Carole Kings zweitem Album Tapestry, an dem auch James Taylor mitgearbeitet hatte. Ebenfalls 1971 spielte Taylor in dem Film Asphaltrennen (englischer Originaltitel: Two-Lane Blacktop) von Monte Hellman neben Dennis Wilson (Schlagzeuger der Beach Boys) und Warren Oates eine der männlichen Hauptrollen – der Film blieb damals eher unbeachtet und sollte Taylors bis heute einzige Filmrolle bleiben, gilt aber mittlerweile als Kultklassiker.
Taylor gehörte in den 1970er Jahren zu einer Reihe von Musikern, die sich intensiv für politische und soziale Projekte engagierten. Unter anderem entstand so 1979 unter Mitwirkung von Kollegen wie Jackson Browne, Bruce Springsteen, Graham Nash, Bonnie Raitt und anderen die Film- und Musikproduktion No Nukes, eine dokumentarische Konzertreihe gegen Atomtechnologie, der 1980 die Veröffentlichung eines Live-Albums folgte.
In den 1970er Jahren versicherte sich der oft mit dem Ruhm und seiner Drogensucht kämpfende Taylor bei Studio- und Live-Produktionen regelmäßig der Unterstützung der Session-Band The Section, die auch für viele andere bekannte Künstler tätig war. Weitere enge Zusammenarbeit gibt es bis heute unter anderem mit Steve Gadd, Michael Landau, Luis Conte oder Larry Goldings.

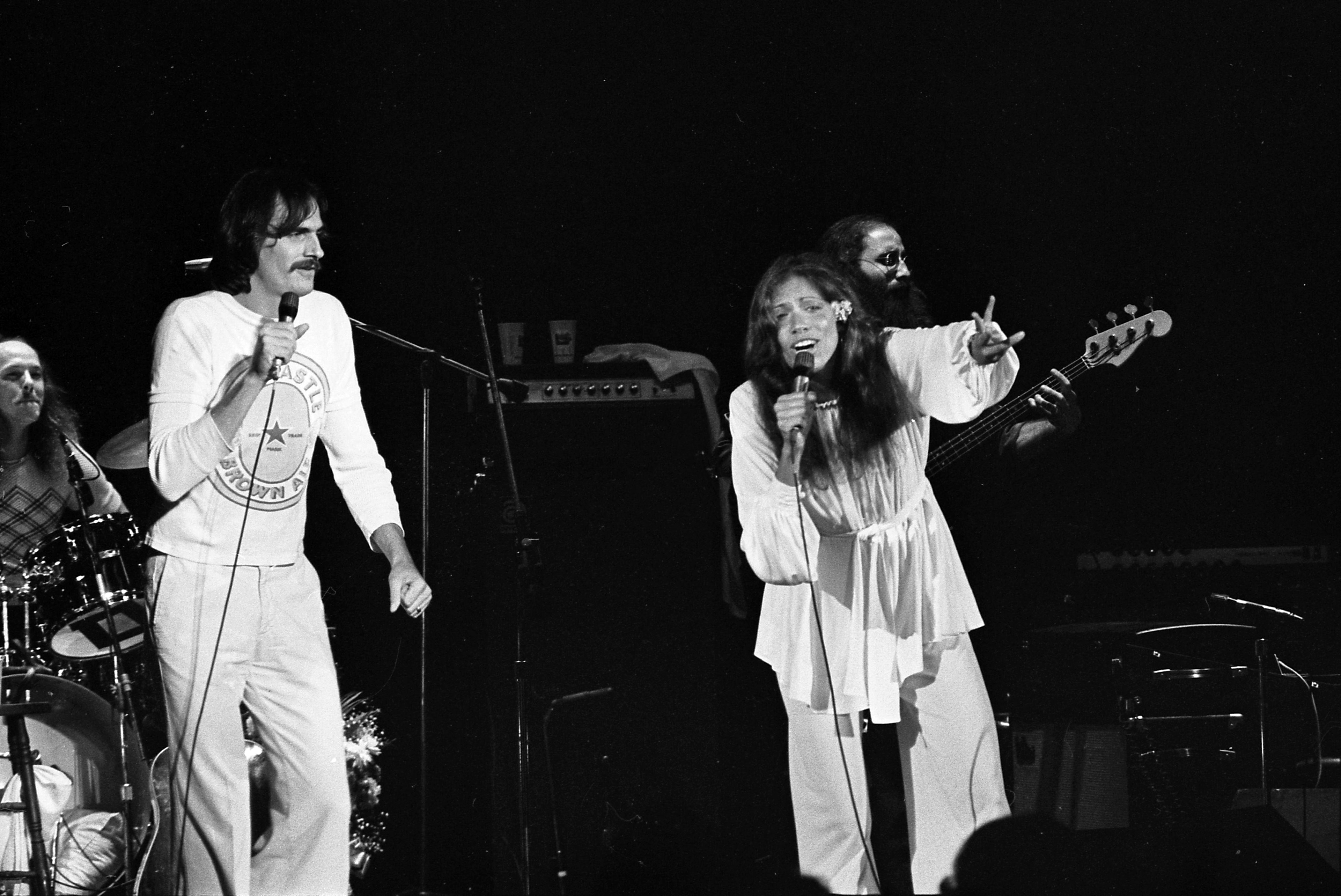
Taylor und Carly Simon (1975)

Von 1972 bis 1983 war er mit der Sängerin und Songwriterin Carly Simon (* 1945) verheiratet, die er 1971 nach einer ihrer Shows in der New Yorker Carnegie Hall kennengelernt hatte. Mit ihr hat er die Tochter Sally Taylor (* 1974) und den Sohn Ben Taylor (* 1977), beides Musiker. James Taylor war häufiger Gaststar auf Fremdproduktionen von Joni Mitchell, Linda Ronstadt, Art Garfunkel und anderen. 1972 war er Gastmusiker auf Neil Youngs Erfolgsalbum Harvest, wo er in den Songs Heart of Gold und Old Man zu hören ist. 1998 wurde Taylor für sein Album Hourglass mit dem Grammy Award ausgezeichnet. Sein Album Greatest Hits wurde für mehr als elf Millionen verkaufte Exemplare in den USA im Jahr 1996 mit einer Diamantenen Schallplatte (11 mal Platin) ausgezeichnet.
Im Jahr 2000 wurde Taylor in die Rock and Roll Hall of Fame und die Songwriters Hall of Fame aufgenommen. Im selben Jahr erschien Mark Knopflers zweite Soloproduktion, Sailing to Philadelphia, auf der der gleichnamige Titelsong als Duett mit James Taylor enthalten ist. Weitere Songs, in denen er als Backgroundsänger zu hören ist: Back in the High Life von Steve Winwood und Perfect Love von Marc Cohn.
Für den Soundtrack zum Animationsfilm Cars steuerte er 2006 den Titel Our Town bei.
Der US-Country-Musiker Garth Brooks bezeichnete 1997 James Taylor als eines seiner großen Vorbilder und benannte seine erste Tochter (Taylor) nach ihm.
Mit der Platzierung des Albums American Standard (2020) auf Platz 4 der US-Billboard-Charts schaffte Taylor einen besonderen Rekord. Niemand vor ihm gelang in jedem der letzten sechs Jahrzehnte mindestens ein Top-10-Album. Für American Standard erhielt Taylor zudem einen Grammy Award.
Nach ihm wurde die US-amerikanische Musikerin Taylor Swift benannt, mit der er auch schon gemeinsam musiziert hat.

## Diskografie
In seiner über 50-jährigen Karriere hat Taylor mehr als 100 Millionen Tonträger verkauft.

### Studioalben
| Jahr | Titel                                        | Höchstplatzierung, Gesamtwochen, AuszeichnungChartplatzierungen (Jahr, Titel, Platzierungen, Wochen, Auszeichnungen, Anmerkungen) | Höchstplatzierung, Gesamtwochen, AuszeichnungChartplatzierungen (Jahr, Titel, Platzierungen, Wochen, Auszeichnungen, Anmerkungen) | Höchstplatzierung, Gesamtwochen, AuszeichnungChartplatzierungen (Jahr, Titel, Platzierungen, Wochen, Auszeichnungen, Anmerkungen) | Höchstplatzierung, Gesamtwochen, AuszeichnungChartplatzierungen (Jahr, Titel, Platzierungen, Wochen, Auszeichnungen, Anmerkungen) | Anmerkungen                                                   |
| Jahr | Titel                                        | DE | CH | UK | US | Anmerkungen                                                   |
| ---- | -------------------------------------------- | --- | --- | --- | --- | ------------------------------------------------------------- |
| 1968 | James Taylor                                 | — | — | — | US62 (28 Wo.)US | Erstveröffentlichung: 6. Dezember 1968                        |
| 1970 | Sweet Baby James                             | — | — | UK6 Silber · (59 Wo.)UK | US3 ×3Dreifachplatin · (102 Wo.)US                                                                                                | Erstveröffentlichung: 2. Februar 1970                         |
| 1971 | James Taylor and the Original Flying Machine | — | — | — | US74 (8 Wo.)US | Erstveröffentlichung: 1971 aufgenommen zwischen 1966 und 1967 |
| 1971 | Mud Slide Slim and the Blue Horizon          | — | — | UK4 (42 Wo.)UK | US2 ×2Doppelplatin · (45 Wo.)US                                                                                                   | Erstveröffentlichung: April 1971                              |
| 1972 | One Man Dog                                  | — | — | UK27 (5 Wo.)UK | US4 Gold · (38 Wo.)US | Erstveröffentlichung: November 1972                           |
| 1974 | Walking Man                                  | — | — | — | US13 (18 Wo.)US | Erstveröffentlichung: Juni 1974                               |
| 1975 | Gorilla                                      | — | — | — | US6 Gold · (27 Wo.)US | Erstveröffentlichung: 5. Mai 1975                             |
| 1976 | In the Pocket                                | — | — | — | US16 Gold · (24 Wo.)US | Erstveröffentlichung: 10. Juni 1976                           |
| 1977 | JT                                           | — | — | — | US4 ×3Dreifachplatin · (39 Wo.)US                                                                                                 | Erstveröffentlichung: 24. Juni 1976                           |
| 1979 | Flag                                         | — | — | — | US10 Platin · (23 Wo.)US | Erstveröffentlichung: 26. April 1979                          |
| 1981 | Dad Loves His Work                           | — | — | — | US10 Platin · (23 Wo.)US | Erstveröffentlichung: März 1981                               |
| 1985 | That’s Why I’m Here                          | — | — | — | US34 Platin · (30 Wo.)US | Erstveröffentlichung: 17. Oktober 1985                        |
| 1988 | Never Die Young                              | — | — | — | US25 Platin · (34 Wo.)US | Erstveröffentlichung: Januar 1988                             |
| 1991 | New Moon Shine                               | — | — | — | US37 Platin · (47 Wo.)US | Erstveröffentlichung: 24. September 1991                      |
| 1997 | Hourglass                                    | — | — | UK52 Silber · (2 Wo.)UK | US9 Platin · (24 Wo.)US | Erstveröffentlichung: 20. Mai 1997                            |
| 2002 | October Road                                 | DE71 (2 Wo.)DE | — | UK39 (6 Wo.)UK | US4 Platin · (25 Wo.)US | Erstveröffentlichung: 13. August 2002                         |
| 2004 | A Christmas Album                            | — | — | — | US— PlatinUS | Erstveröffentlichung: 2004                                    |
| 2006 | James Taylor at Christmas                    | — | — | — | US16 Gold · (34 Wo.)US | Erstveröffentlichung: 10. Oktober 2006                        |
| 2008 | Covers                                       | — | — | UK23 Silber · (5 Wo.)UK | US4 (16 Wo.)US | Erstveröffentlichung: 26. September 2008                      |
| 2015 | Before This World                            | DE32 (2 Wo.)DE | CH41 (1 Wo.)CH | UK4 (6 Wo.)UK | US1 (13 Wo.)US | Erstveröffentlichung: 12. Juni 2015                           |
| 2020 | American Standard                            | DE24 (2 Wo.)DE | CH66 (1 Wo.)CH | UK11 (2 Wo.)UK | US4 (5 Wo.)US | Erstveröffentlichung: 28. Februar 2020                        |

grau schraffiert: keine Chartdaten aus diesem Jahr verfügbar

### Livealben
| Jahr | Titel                  | Höchstplatzierung, Gesamtwochen, AuszeichnungChartplatzierungen (Jahr, Titel, Platzierungen, Wochen, Auszeichnungen, Anmerkungen) | Höchstplatzierung, Gesamtwochen, AuszeichnungChartplatzierungen (Jahr, Titel, Platzierungen, Wochen, Auszeichnungen, Anmerkungen) | Anmerkungen                                            |
| Jahr | Titel                  | UK | US | Anmerkungen                                            |
| ---- | ---------------------- | --- | --- | ------------------------------------------------------ |
| 1993 | Live                   | — | US20 ×2Doppelplatin · (24 Wo.)US                                                                                                  | Erstveröffentlichung: 10. August 1993                  |
| 2007 | One Man Band           | — | US4 Gold · (38 Wo.)US | Erstveröffentlichung: 13. November 2007                |
| 2010 | Live at the Troubadour | UK33 (3 Wo.)UK | US4 Gold · (37 Wo.)US | Erstveröffentlichung: 22. Oktober 2010 mit Carole King |

Weitere Livealben
- 1994: Best Live
- 2009: Amchitka (mit Joni Mitchell und Phil Ochs)

### Kompilationen
| Jahr | Titel                                          | Höchstplatzierung, Gesamtwochen, AuszeichnungChartplatzierungen (Jahr, Titel, Platzierungen, Wochen, Auszeichnungen, Anmerkungen) | Höchstplatzierung, Gesamtwochen, AuszeichnungChartplatzierungen (Jahr, Titel, Platzierungen, Wochen, Auszeichnungen, Anmerkungen) | Anmerkungen                            |
| Jahr | Titel                                          | UK | US | Anmerkungen                            |
| ---- | ---------------------------------------------- | --- | --- | -------------------------------------- |
| 1976 | Greatest Hits                                  | UK— PlatinUK | US15 Diamant + Platin · (69 Wo.)US                                                                                                | Erstveröffentlichung: 1. November 1976 |
| 1987 | Classic Songs                                  | UK53 Silber · (5 Wo.)UK | — | Erstveröffentlichung: April 1987       |
| 2000 | Greatest Hits Volume 2                         | — | US97 Gold · (12 Wo.)US | Erstveröffentlichung: 7. November 2000 |
| 2003 | The Best Of James Taylor – You’ve Got A Friend | UK4 Gold · (12 Wo.)UK | US11 Platin · (42 Wo.)US | Erstveröffentlichung: 8. April 2003    |
| 2013 | The Essential James Taylor                     | UK50 (2 Wo.)UK | US— PlatinUS | Erstveröffentlichung: 29. Oktober 2013 |

Weitere Kompilationen
- 2019: The Warner Bros Albums 1970–1976

### EPs
| Jahr | Titel        | Höchstplatzierung, Gesamtwochen, AuszeichnungChartsChartplatzierungen (Jahr, Titel, Platzierungen, Wochen, Auszeichnungen, Anmerkungen) | Anmerkungen                         |
| Jahr | Titel        | US | Anmerkungen                         |
| ---- | ------------ | --- | ----------------------------------- |
| 2009 | Other Covers | US122 (2 Wo.)US | Erstveröffentlichung: 7. April 2009 |

Weitere EPs
- 2020: Over the Rainbow: The American Standard EP

### Singles als Leadmusiker
| Jahr | Titel Album                                                   | Höchstplatzierung, Gesamtwochen, AuszeichnungChartplatzierungen (Jahr, Titel, Album, Platzierungen, Wochen, Auszeichnungen, Anmerkungen) | Höchstplatzierung, Gesamtwochen, AuszeichnungChartplatzierungen (Jahr, Titel, Album, Platzierungen, Wochen, Auszeichnungen, Anmerkungen) | Höchstplatzierung, Gesamtwochen, AuszeichnungChartplatzierungen (Jahr, Titel, Album, Platzierungen, Wochen, Auszeichnungen, Anmerkungen) | Höchstplatzierung, Gesamtwochen, AuszeichnungChartplatzierungen (Jahr, Titel, Album, Platzierungen, Wochen, Auszeichnungen, Anmerkungen) | Anmerkungen                                              |
| Jahr | Titel Album                                                   | UK | US | Country | A. C. | Anmerkungen                                              |
| --- | ------------------------------------------------------------- | --- | --- | --- | --- | -------------------------------------------------------- |
| 1969 | Carolina in My Mind James Taylor                              | — | US67 (7 Wo.)US | — | — | Erstveröffentlichung: 3. März 1969                       |
| 1970 | Fire and Rain Sweet Baby James                                | UK42 Gold · (3 Wo.)UK | US3 (16 Wo.)US | — | A. C.7 (12 Wo.)A. C. | Erstveröffentlichung: August 1970                        |
| 1971 | Country Road Sweet Baby James                                 | — | US37 (8 Wo.)US | — | A. C.9 (8 Wo.)A. C. | Erstveröffentlichung: Januar 1971                        |
| 1971 | You’ve Got a Friend Mud Slide Slim and the Blue Horizon       | UK4 Silber · (15 Wo.)UK | US1 Gold · (14 Wo.)US | — | A. C.1 (11 Wo.)A. C. | Erstveröffentlichung: Mai 1971                           |
| 1971 | Long Ago and Far Away Mud Slide Slim and the Blue Horizon     | — | US31 (8 Wo.)US | — | A. C.4 (8 Wo.)A. C. | Erstveröffentlichung: September 1971                     |
| 1972 | Don’t Let Me Be Lonely Tonight One Man Dog                    | — | US14 (11 Wo.)US | — | A. C.3 (10 Wo.)A. C. | Erstveröffentlichung: 24. November 1972                  |
| 1973 | One Man Parade One Man Dog                                    | — | US67 (4 Wo.)US | — | — | Erstveröffentlichung: Februar 1973                       |
| 1974 | Walking Man One Man Dog                                       | — | — | — | A. C.26 (6 Wo.)A. C. | Erstveröffentlichung: September 1974                     |
| 1975 | How Sweet It Is (To Be Loved by You) Gorilla                  | — | US5 (15 Wo.)US | — | A. C.1 (13 Wo.)A. C. | Erstveröffentlichung: Juni 1975                          |
| 1975 | Mexico Gorilla                                                | — | US49 (8 Wo.)US | — | A. C.5 (10 Wo.)A. C. | Erstveröffentlichung: September 1975                     |
| 1976 | Shower the People In the Pocket                               | — | US22 (16 Wo.)US | — | A. C.1 (14 Wo.)A. C. | Erstveröffentlichung: 25. Juni 1976                      |
| 1976 | Woman’s Gotta Have It In the Pocket                           | — | — | — | A. C.20 (9 Wo.)A. C. | Erstveröffentlichung: Oktober 1976                       |
| 1977 | Handy Man JT                                                  | — | US4 (20 Wo.)US | — | A. C.1 (20 Wo.)A. C. | Erstveröffentlichung: Mai 1977                           |
| 1977 | Your Smiling Face JT                                          | — | US20 (17 Wo.)US | — | A. C.6 (17 Wo.)A. C. | Erstveröffentlichung: September 1977                     |
| 1978 | Honey Don’t Leave L.A. JT                                     | — | US61 (6 Wo.)US | — | — | Erstveröffentlichung: Februar 1978                       |
| 1979 | Up on the Roof Flag                                           | — | US28 (11 Wo.)US | — | A. C.7 (21 Wo.)A. C. | Erstveröffentlichung: 18. Mai 1979                       |
| 1981 | Her Town Too Dad Loves His Work                               | — | US11 (14 Wo.)US | — | A. C.5 (13 Wo.)A. C. | Erstveröffentlichung: 28. Februar 1981 mit J. D. Souther |
| 1981 | Hard Times Dad Loves His Work                                 | — | US72 (5 Wo.)US | — | A. C.23 (9 Wo.)A. C. | Erstveröffentlichung: Mai 1981                           |
| 1981 | Summer’s Here Dad Loves His Work                              | — | — | — | A. C.25 (8 Wo.)A. C. | Erstveröffentlichung: 1981                               |
| 1985 | Everyday That’s Why I’m Here                                  | — | US61 (11 Wo.)US | Country26 (16 Wo.)Country | A. C.3 (21 Wo.)A. C. | Erstveröffentlichung: Oktober 1985                       |
| 1986 | Only One That’s Why I’m Here                                  | — | — | Country80 (9 Wo.)Country | A. C.6 (15 Wo.)A. C. | Erstveröffentlichung: Januar 1986                        |
| 1986 | That’s Why I’m Here                                           | — | — | — | A. C.8 (14 Wo.)A. C. | Erstveröffentlichung: April 1986                         |
| 1987 | Never Die Young                                               | — | US80 (5 Wo.)US | — | A. C.3 (18 Wo.)A. C. | Erstveröffentlichung: 31. Oktober 1987                   |
| 1987 | Baby Boom Baby Never Die Young                                | — | — | — | A. C.16 (15 Wo.)A. C. | Erstveröffentlichung: Juli 1988                          |
| 1987 | Sweet Potato Pie Never Die Young                              | — | — | — | A. C.37 (6 Wo.)A. C. | Erstveröffentlichung: Dezember 1988                      |
| 1991 | Copperline New Moon Shine                                     | — | — | — | A. C.13 (18 Wo.)A. C. | Erstveröffentlichung: 1991                               |
| 1992 | (I’ve Got To) Stop Thinkin’ ’Bout That New Moon Shine         | — | — | — | A. C.28 (10 Wo.)A. C. | Erstveröffentlichung: 1992                               |
| 1992 | Everybody Loves to Cha Cha Cha New Moon Shine                 | — | — | — | A. C.19 (13 Wo.)A. C. | Erstveröffentlichung: 1992                               |
| 1992 | Like Everyone She Knows New Moon Shine                        | — | — | — | A. C.31 (8 Wo.)A. C. | Erstveröffentlichung: 1992                               |
| 1997 | Little More Time with You Hourglass                           | — | — | — | A. C.3 (26 Wo.)A. C. | Erstveröffentlichung: 1997                               |
| 2002 | On the 4th of July October Road                               | — | — | — | A. C.16 (15 Wo.)A. C. | Erstveröffentlichung: 2002                               |
| 2002 | Whenever You’re Ready October Road                            | — | — | — | A. C.21 (17 Wo.)A. C. | Erstveröffentlichung: 2002                               |
| 2003 | September Grass October Road                                  | — | — | — | A. C.25 (11 Wo.)A. C. | Erstveröffentlichung: 2003                               |
| 2008 | It’s Growing Covers                                           | — | — | — | A. C.11 (25 Wo.)A. C. | Erstveröffentlichung: 2008                               |
| 2015 | Today Today Today Before This World                           | — | — | — | A. C.29 (4 Wo.)A. C. | Erstveröffentlichung: 2015                               |
| 2015 | SnowTime Before This World                                    | — | — | — | A. C.19 (5 Wo.)A. C. | Erstveröffentlichung: 6. November 2015                   |
| Folgende Lieder erschienen nicht als Single, wurden aber durch das Album zum Download und Streaming bereitgestellt und konnten somit eine Platzierung erlangen: |                                                               | | | | |                                                          |
| |                                                               | | | | |                                                          |
| 2001 | Have Yourself a Merry Little Christmas October Road           | — | — | — | A. C.4 (5 Wo.)A. C. |                                                          |
| 2004 | Santa Claus Is Coming to Town James Taylor: A Christmas Album | — | — | — | A. C.12 (2 Wo.)A. C. |                                                          |
| 2004 | Deck the Halls James Taylor: A Christmas Album                | — | — | — | A. C.5 (4 Wo.)A. C. |                                                          |
| 2004 | Winter Wonderland James Taylor: A Christmas Album             | — | — | — | A. C.8 (2 Wo.)A. C. |                                                          |

Weitere Singles
- 1969: Knocking ’Round the Zoo
- 1969: Something’s Wrong
- 1970: Sweet Baby James
- 1973: Hymn
- 1974: Daddy’s Baby
- 1976: Everybody Has the Blues
- 1976: You Make It Easy
- 2015: Angels of Fenway
- 2015: Montana

### Singles als Gastmusiker
| Jahr | Titel Album                                                      | Höchstplatzierung, Gesamtwochen, AuszeichnungChartplatzierungen (Jahr, Titel, Album, Platzierungen, Wochen, Auszeichnungen, Anmerkungen) | Höchstplatzierung, Gesamtwochen, AuszeichnungChartplatzierungen (Jahr, Titel, Album, Platzierungen, Wochen, Auszeichnungen, Anmerkungen) | Höchstplatzierung, Gesamtwochen, AuszeichnungChartplatzierungen (Jahr, Titel, Album, Platzierungen, Wochen, Auszeichnungen, Anmerkungen) | Höchstplatzierung, Gesamtwochen, AuszeichnungChartplatzierungen (Jahr, Titel, Album, Platzierungen, Wochen, Auszeichnungen, Anmerkungen) | Anmerkungen                                                      |
| Jahr | Titel Album                                                      | UK | US | Country | A. C. | Anmerkungen                                                      |
| ---- | ---------------------------------------------------------------- | --- | --- | --- | --- | ---------------------------------------------------------------- |
| 1974 | Mockingbird Hotcakes                                             | UK34 (5 Wo.)UK | US5 Gold · (16 Wo.)US | — | A. C.10 (12 Wo.)A. C. | Erstveröffentlichung: Januar 1974 mit Carly Simon                |
| 1978 | (What a) Wonderful World Watermark                               | — | US17 (14 Wo.)US | — | A. C.1 (14 Wo.)A. C. | Erstveröffentlichung: Januar 1978 mit Art Garfunkel & Paul Simon |
| 1978 | Bartender’s Blues                                                | — | — | Country6 (3 Wo.)Country | — | Erstveröffentlichung: 1978 mit George Jones                      |
| 1978 | Devoted to You Boys in the Trees                                 | — | US36 (9 Wo.)US | Country33 (10 Wo.)Country | A. C.2 (14 Wo.)A. C. | Erstveröffentlichung: 1978 mit Carly Simon                       |
| 1986 | Back in the High Life Again Back in the High Life                | UK53 (4 Wo.)UK | US13 (21 Wo.)US | — | A. C.1 (21 Wo.)A. C. | Erstveröffentlichung: 22. November 1986 mit Steve Winwood        |
| 2016 | What I’m Thankful For (The Thanksgiving Song) Christmas Together | — | — | Country50 (1 Wo.)Country | — | Erstveröffentlichung: 2016 mit Garth Brooks & Trisha Yearwood    |

Weitere Gastbeiträge
- 1994: Crying in the Rain (mit Art Garfunkel)
- 2001: Sailing to Philadelphia (mit Mark Knopfler)
- 2012: Soul Companion (mit Mary Chapin Carpenter)
- 2013: Don’t Try So Hard (mit Amy Grant)
- 2018: Change (mit Charlie Puth)

## Videoalben
- 1979: James Taylor: In Concert (Sony Music Distribution)
- 1986: James Taylor Live in Rio (Columbia)
- 1988: James Taylor in Concert in Boston (Sony)
- 1993: Squibnocket (Sony)
- 1998: Live at the Beacon Theatre (Columbia)
- 2002: Pull Over (Sony)
- 2006: A Musicares Person of the Year Tribute (Rhino Records)
- 2007: One Man Band – Live CD & DVD concert at The Colonial Theatre in Pittsfield, Massachusetts, mit Larry Goldings als „Ein-Mann-Band“
- 2010: Live at the Troubadour (Carole King and James Taylor) (Hear Music)

## Auszeichnungen für Musikverkäufe
| Silberne Schallplatte - Vereinigtes Königreich - 1978: für das Album The Best Of Goldene Schallplatte - Argentinien - 1993: für das Album Grandes Exitos - Australien - 1982: für das Album Mud Slide Slim and the Blue Horizon - 2010: für das Videoalbum Live At The Troubadour - Vereinigte Staaten - 2003: für das Videoalbum Pull Over Platin-Schallplatte - Australien - 2010: für das Album The Best Of James Taylor – You’ve Got A Friend - Kanada - 1977: für das Album J.T. - Spanien - 2000: für das Album Greatest Hits - Vereinigte Staaten - 2000: für das Videoalbum Live At The Beacon Theatre | 2× Platin-Schallplatte - Australien - 2010: für das Videoalbum The Pull Over Tour - Neuseeland - 2025: für die Single Fire and Rain 3× Platin-Schallplatte - Australien - 1996: für das Album Greatest Hits 6× Platin-Schallplatte - Vereinigte Staaten - 2018: für das Videoalbum Live At The Troubadour |

Anmerkung: Auszeichnungen in Ländern aus den Charttabellen bzw. Chartboxen sind in ebendiesen zu finden.
| Land/RegionAuszeichnungen für Musikverkäufe (Land/Region, Auszeichnungen, Verkäufe, Quellen) | Silber     | Gold       | Platin       | Diamant  | Verkäufe   | Quellen                                                        |
| -------------------------------------------------------------------------------------------- | ---------- | ---------- | ------------ | -------- | ---------- | -------------------------------------------------------------- |
| Argentinien (CAPIF)                                                                          | —          | Gold1      | —            | —        | 30.000     | capif.org.ar (Memento vom 20. August 2011 im Internet Archive) |
| Australien (ARIA)                                                                            | —          | 2× Gold2   | 6× Platin6   | —        | 237.500    | aria.com.au                                                    |
| Kanada (MC)                                                                                  | —          | —          | Platin1      | —        | 100.000    | musiccanada.com                                                |
| Neuseeland (RMNZ)                                                                            | —          | —          | 2× Platin2   | —        | 60.000     | radioscope.co.nz                                               |
| Spanien (Promusicae)                                                                         | —          | —          | Platin1      | —        | 100.000    | elportaldemusica.es                                            |
| Vereinigte Staaten (RIAA)                                                                    | —          | 10× Gold10 | 28× Platin28 | Diamant1 | 35.250.000 | riaa.com                                                       |
| Vereinigtes Königreich (BPI)                                                                 | 6× Silber6 | 2× Gold2   | Platin1      | —        | 1.300.000  | bpi.co.uk                                                      |
| Insgesamt                                                                                    | 6× Silber6 | 15× Gold15 | 39× Platin39 | Diamant1 |            |                                                                |

## Filmografie
- 1971: Asphaltrennen von Monte Hellman
- 1994: Gastauftritt in der Folge Homer der Weltraumheld der Serie Die Simpsons (OT: Deep Space Homer; Staffel 5)
- 2009: Cameo-Auftritt in Wie das Leben so spielt Original: Funny People von Judd Apatow mit Adam Sandler und Seth Rogen

## Preise und Anerkennungen
Grammy Awards:

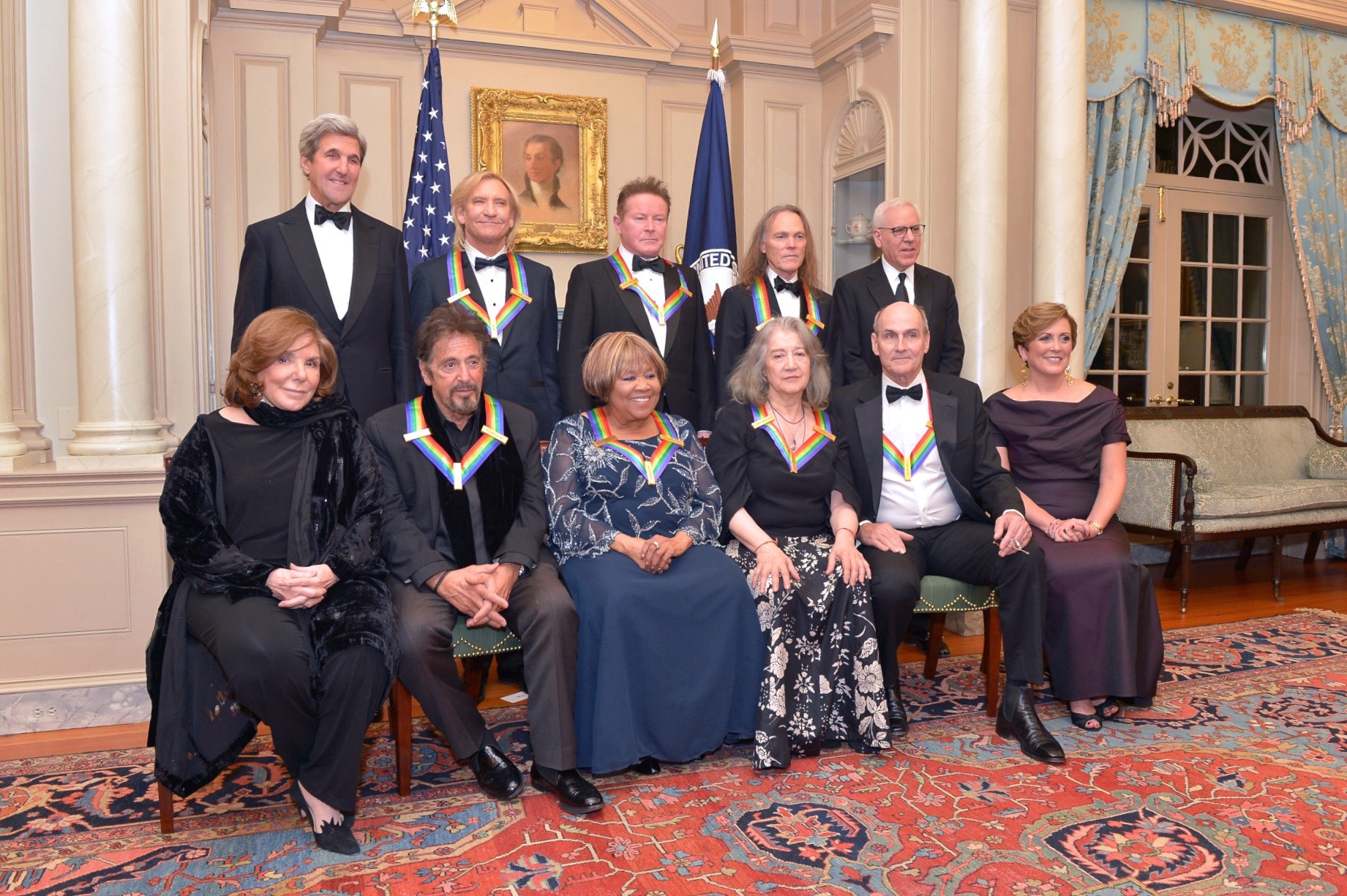
Taylor (vordere Reihe, 2. v. r.) mit dem Kennedy-Preis (2016)

- 1971: Best Pop Vocal Performance, Male, You’ve Got a Friend
- 1977: Best Pop Vocal Performance, Male, Handy Man
- 1998: Best Pop Album, Hourglass
- 2001: Best Pop Vocal Performance, Male, Don’t Let Me Be Lonely Tonight
- 2003: Best Country Collaboration With Vocals, How’s the World Treating You, mit Alison Krauss
- 2021: Best Traditional Pop Vocal Album, American Standard

Weitere Auszeichnungen:
- 1998: Billboard Century Award
- 2000: Aufnahme in die Rock and Roll Hall of Fame
- 2000: Aufnahme in die Songwriters Hall of Fame
- 2006: A Musicares Person of the Year, The Musicares Foundation
- 2012: Chevalier des Ordre des Arts et des Lettres
- 2015: Presidential Medal of Freedom
- 2016: Kennedy-Preis
- Der Rolling Stone listete Taylor auf Rang 84 der 100 größten Musiker sowie auf Rang 74 der 100 größten Sänger und Rang 69 der 100 größten Songwriter aller Zeiten.[15][16][17]